# جوزيف إغناطيوس ليتل
جوزيف إغناطيوس ليتل هو قاضي كندي، ولد في 1835 في تشارلوت تاون في كندا، وتوفي في 14 يوليو 1902 في سانت جونز في كندا.